# Martinické rybníky
Martinické rybníky je soustava rybníků v lesním komplexu Branska v obci Martinice v Krkonoších. Jedná se o jednu z nejstarších rybničních soustav v České republice.

## Historie
První vodní dílo, Velký rybník (také znám jako Velký martinický kapří rybník) bylo vybudováno zřejmě někdy v 17. století. Roku 1715 byl u něj postaven roubený mlýn, sloužící svému účelu do roku 1870. Grauparova mapa z roku 1765 dokládá další rybníky: Zákřežník, Snížek a Vrchanovský. Graupar také v dopisu z roku 1794 uvádí: 
Není skoro co uvést, s výjimkou jednoho kapřího rybníka u Martinic s násadou 35 kop, pak dvou třecích rybníků o 15 kopách násady a jednoho komorového rybníku.
Jan Antonín Graupar, dopis krajskému úředníkovi, 1794
První vojenské mapování z 80. let 18. století tyto údaje potvrzuje. Druhé vojenské mapování z první poloviny 19. století již dokazuje jen jediný, Velký rybník. Roku 1882 byl Velký rybník Janem Harrachem kvůli úpadku rybníkářství zrušen, což dokazují i údaje z třetího vojenského mapování, kdy u Martinic nenalezneme žádný rybník.
Roku 1992 byl obnoven rybník „Na Bubně“. O obnovu rybníka se zasloužil velkou měrou vedoucí polesí v Jilemnici, V. Seifert. Roku 2002 bylo na místě bývalého Velkého rybníka postaveno největší vodní dílo v Martinicích – rybník U Mlejna (pojmenován dle blízkého, stále dochovaného mlýna). V roce 2008 zde byla otevřena dvoukilometrová přírodovědně-historická naučná stezka.

## Rybníky

Rybník „Na Bubně“

- U Mlejna – Má rozlohu 3 ha, objem 52 214 m3 a průměrnou hloubku 1,7 m. Je to jediný rybník ze soustavy, okolo kterého je postavena turistická infrastruktura – dřevěné lavičky. Při pravém břehu hráze je vybudován bezpečnostní přeliv z lomového kamene za účelem převedení povodňových vod. Odtéká z něj potok Jilemka. (mapa)
- Na Bubně – rybník obnovený roku 1992. Odtéká z něj potok Brabenčík. (mapa)
- Slané Bahno – tento lesní rybník je nejmenší a je o něm dochováno minimum informací. Dochovala se pouze pověst, kdy projíždějícímu formanovi spadl do rybníčku sud soli. Odtud název Slané Bahno. Nedaleko tohoto rybníčka se nachází v lese malý smírčí kříž „U zabilého“. (mapa)

- Zákřežník – nachází se mimo naučnou stezku. Má rozlohu 3,28 ha a je využíván k lovu ryb. (mapa)